# Цефпиром
Цефпиром — лекарственное средство, антибиотик. Относится к цефалоспоринам четвёртого поколения.

## Фармакологическое действие
Фармакологическое действие — антибактериальное, бактерицидное, антибактериальное широкого спектра. Блокирует синтез пептидогликана бактериальной стенки. Высокоэффективен в отношении грамположительных и грамотрицательных аэробных и анаэробных микроорганизмов: E.coli, Salmonella spp., Shigella spp., Proteus mirabilis, Proteus vulgaris, Providencia, Morganella morganii, Citrobacter freundii, Klebsiella oxytoca, Serratia spp., Enterobacter spp., Haemophilus influenzae, Neisseria spp., Moraxella catarrhalis, Streptococcus spp. (в том числе St. pneumoniae), Staphylococcus spp., Peptostreptococcus spp., Clostridium perfringens, Ps. aeruginosa. Как представитель 4-й генерации цефалоспоринов устойчив к действию известных бета-лактамаз.

## Фармакокинетика
При внутривенном введении сохраняется в крови в терапевтической концентрации в течение 12 ч. Хорошо проникает в ткани и жидкости (кроме спинномозговой) организма.

## Показания
Инфекции верхних и нижних отделов мочевыделительной системы, кожи и мягких тканей, пневмония, абсцесс лёгкого, эмпиема плевры, септицемия, бактериемия; инфекции у больных с нейтропенией и ослабленным иммунитетом.

## Противопоказания
Гиперчувствительность (в том числе к др. цефалоспоринам, пенициллинам, др. бета-лактамным антибиотикам). В период беременности применяют лишь в тех случаях, когда ожидаемая польза для матери превышает потенциальный риск для плода. Кормящие матери на время лечения должны приостановить грудное вскармливание.

## Режим дозирования
Внутривенно струйно или капельно. Дозировки и способ введения подбирают индивидуально, в зависимости от тяжести инфекции, её локализации и от состояния функции почек. Обычно каждые 12 ч при инфекции мочевыделительной системы, кожи или мягких тканей вводят по 1 г, органов дыхания — 1-2 г, септицемии, бактериемии и пациентам с нейтропенией — 2 г. У больных с нарушением функции почек доза зависит от клиренса креатинина: 5-20 мл/мин — 0,5-1 г/день (однократно), 20-50 мл/мин — по 0,5-1 г 2 раза в сутки; для пациентов, находящихся на гемодиализе, суточная доза составляет 0,5 г, кроме того, после каждой процедуры вводят дополнительно 0,25 г.

## Побочные эффекты
Тошнота, рвота, диарея, транзиторное повышение активности «печеночных» трансаминаз, лейкопения, нейтропения, транзиторное увеличение концентрации мочевины и креатинина в плазме крови, болезненность и флебит в месте инъекции, аллергические реакции (кожная сыпь, зуд, лекарственная лихорадка и др.).

## Взаимодействие
Совместим с физиологическим раствором, раствором Рингера, 5 и 10 % раствором глюкозы, 5 % раствором фруктозы, с 6 % раствором глюкозы, смешанным с 0,9 % раствором натрия хлорида.